# Liste der denkmalgeschützten Objekte in Schwechat
Die Liste der denkmalgeschützten Objekte in Schwechat enthält die 35 denkmalgeschützten, unbeweglichen Objekte der niederösterreichischen Stadtgemeinde Schwechat im Bezirk Bruck an der Leitha.

## Denkmäler
| Foto |                 | Denkmal | Standort                                                                  | Beschreibung | Metadaten |
| ---- | --------------- | --- | ------------------------------------------------------------------------- | --- | --- |
| ja   | Datei hochladen | Neumühle/Wohn- und Mühlengebäude samt Lagerräumen HERIS-ID: 8701 Objekt-ID: 4658                              | Mannswörther Straße 33 Standort KG: Mannswörth                            | 1674 erstmals erwähnt, 1720 an der heutigen Stelle Auf der Ried errichtet. | BDA-Hist.: Q38015045 Status: Bescheid Stand der BDA-Liste: 2025-06-30 Name: Neumühle/Wohn- und Mühlengebäude samt Lagerräume GstNr.: 396 |
| ja   | Datei hochladen | Schloss, Gut Freyenthurn HERIS-ID: 34410 Objekt-ID: 32706                                                     | Mannswörther Straße 59-61 Standort KG: Mannswörth                         | 996 erstmals erwähnt, von 1850 bis 1901 Mälzerei für die Brauerei Schwechat. 2001 von der Stadtgemeinde Schwechat gekauft, 2005 an die Wohnbaugesellschaft WET verkauft und 2009 als Tagungs- und Veranstaltungsort wieder eröffnet. | BDA-Hist.: Q37957881 Status: Bescheid Stand der BDA-Liste: 2025-06-30 Name: Schloss, Gut Freyenthurn GstNr.: 284/5 |
| ja   | Datei hochladen | Gasthof Wegl HERIS-ID: 13429 Objekt-ID: 9615                                                                  | Mannswörther Straße 114 Standort KG: Mannswörth                           | Das Gebäude wurde im 16. Jahrhundert errichtet. | BDA-Hist.: Q38178235 Status: Bescheid Stand der BDA-Liste: 2025-06-30 Name: Gasthof Wegl GstNr.: 157 |
| ja   | Datei hochladen | Flur-/Wegkapelle hl. Florian HERIS-ID: 8703 Objekt-ID: 4661                                                   | vor Mannswörther Straße 129 Standort KG: Mannswörth                       | Ursprünglich 1836 an der Mannswörther Straße Nr. 53 errichtet, in den 1960er Jahren durch den Bau einer Tankstelle an die heutige Position versetzt. Im Inneren befindet sich eine Statue des heiligen Florian. Anmerkung: (2011 allerdings war die Kapelle leer) | BDA-Hist.: Q38015062 Status: § 2a Stand der BDA-Liste: 2025-06-30 Name: Flur-/Wegkapelle hl. Florian GstNr.: 295/165 |
| ja   | Datei hochladen | Kath. Pfarrkirche hl. Johannes der Täufer HERIS-ID: 8699 Objekt-ID: 4656                                      | Mannswörther Straße 134 Standort KG: Mannswörth                           | Die katholische Pfarrkirche hl. Johannes d. Täufer in Mannswörth besteht in ihrer heutigen Form seit 1662. Im Inneren befindet sich ein Hochaltarblatt gestaltet von Rudolf Hausleithner (1840–1918). | BDA-Hist.: Q38015003 Status: § 2a Stand der BDA-Liste: 2025-06-30 Name: Kath. Pfarrkirche hl. Johannes der Täufer GstNr.: 198/1 Pfarrkirche Mannswörth |
| ja   | Datei hochladen | Pfarrhof HERIS-ID: 8700 Objekt-ID: 4657                                                                       | Mannswörther Straße 138 Standort KG: Mannswörth                           | Das zweigeschoßige hakenförmige Gebäude hat eine Bausubstanz aus dem 16. Jahrhundert. In der 2. Hälfte des 18. Jahrhunderts wurde der Pfarrhof umgebaut; unter anderem errichtete man dabei nordseitig die zweigeschoßige Pfeilerarkaden. | BDA-Hist.: Q38015035 Status: § 2a Stand der BDA-Liste: 2025-06-30 Name: Pfarrhof GstNr.: 203 |
| ja   | Datei hochladen | Gutshof/Meierhof, Wallhof HERIS-ID: 8705 Objekt-ID: 4663                                                      | Brauhausstraße 51-53 Standort KG: Rannersdorf                             | Bestehend seit dem 12. Jahrhundert, erstmals 1615 urkundlich erwähnt. Seit 1661 im Eigentum der Dominikaner, die 1662 auch den Turm errichteten. 1899 an die Genossenschaft Wiener Brauhaus verkauft die die Anlage 1905 an die Stadt Wien veräußerte. Diese betrieb bis 1959 auf dem Gelände das Brauhaus der Stadt Wien. 1991 wurde die Anlage von der Stadtgemeinde Schwechat von der Stadt Wien gekauft. | BDA-Hist.: Q38015176 Status: § 2a Stand der BDA-Liste: 2025-06-30 Name: Gutshof/Meierhof, Wallhof GstNr.: 162/25 |
| ja   | Datei hochladen | Kapelle hl. Johannes Nepomuk HERIS-ID: 8710 Objekt-ID: 4668                                                   | bei Brauhausstraße 64 Standort KG: Rannersdorf                            | Die Johanneskapelle wurde zu Beginn des 18. Jahrhunderts errichtet, im Inneren eine Statue des hl. Johannes Nepomuk. | BDA-Hist.: Q38015369 Status: § 2a Stand der BDA-Liste: 2025-06-30 Name: Kapelle hl. Johannes Nepomuk GstNr.: 133/3 |
| ja   | Datei hochladen | Figurenbildstock hl. Johannes Nepomuk HERIS-ID: 8711 Objekt-ID: 4669                                          | bei Rothmühlstraße 5 Standort KG: Rannersdorf                             | Statue des hl. Johannes Nepomuk an der Brücke über die Schwechat vor dem Schloss Rothmühle. | BDA-Hist.: Q38015398 Status: § 2a Stand der BDA-Liste: 2025-06-30 Name: Figurenbildstock hl. Johannes Nepomuk GstNr.: .5 |
| ja   | Datei hochladen | Schloss Rothmühle HERIS-ID: 8706 Objekt-ID: 4664                                                              | Rothmühlstraße 5 Standort KG: Rannersdorf                                 | Die Rothmühle wurde 1300 erstmals urkundlich erwähnt. Heute steht sie im Eigentum der Stadtgemeinde Schwechat und ist seit 1973 Spielstätte der Nestroy-Spiele Schwechat. | BDA-Hist.: Q1625073 Status: § 2a Stand der BDA-Liste: 2025-06-30 Name: Schloss Rothmühle GstNr.: .5 Rothmühle |
| ja   | Datei hochladen | Pfarrfriedhof Schwechat HERIS-ID: 8668 Objekt-ID: 4625                                                        | Alanovaplatz 3 Standort KG: Schwechat                                     | Der Pfarrfriedhof „Klein-Schwechat“ am Alanovaplatz besteht seit 1784. Die neue Aufbahrungshalle wurde 1988 durch Architekt Christof Riccabona errichtet. | BDA-Hist.: Q38014567 Status: § 2a Stand der BDA-Liste: 2025-06-30 Name: Pfarrfriedhof Schwechat GstNr.: 108 Pfarrfriedhof Schwechat |
| ja   | Datei hochladen | Friedhofskapelle HERIS-ID: 8669 Objekt-ID: 4626                                                               | Alanovaplatz 3 Standort KG: Schwechat                                     | Die Friedhofskapelle des Pfarrfriedhofes ist ein schlichter, nach Südwesten ausgerichteter Kastenbau mit Dachreiter, Lisenenpaaren und Rundbogenfenstern. Sie wurde in der 2. Hälfte des 18. Jahrhunderts errichtet und war ursprünglich eine Seitenkapelle der 1815 abgetragenen Pfarrkirche Maria am Anger.                                                                                                | BDA-Hist.: Q38014577 Status: § 2a Stand der BDA-Liste: 2025-06-30 Name: Friedhofskapelle GstNr.: 108 Cemetery Chapel (Schwechat) |
| ja   | Datei hochladen | Dreher-Mausoleum HERIS-ID: 8670 Objekt-ID: 4627                                                               | bei Alanovaplatz 3 Standort KG: Schwechat                                 | Das 1872 errichtete Mausoleum der Bierdynastie Dreher steht direkt angrenzend an das Gelände der Brauerei Schwechat. Der Entwurf stammt von Rudolf Bayer. | BDA-Hist.: Q55441146 Status: Bescheid Stand der BDA-Liste: 2025-06-30 Name: Dreher-Mausoleum GstNr.: 108 Dreher Mausoleum, Schwechat |
| ja   | Datei hochladen | Anlage Brauerei Schwechat (Brauhaus, ehem. Dieselzentrale, Gartenpavillon) HERIS-ID: 110869 Objekt-ID: 128628 | Brauhausstraße 6 Standort KG: Schwechat                                   | Die Brauerei Schwechat besteht seit 1632, diese aus dem 19. und frühen 20. Jahrhundert stammenden Gebäude wurden vom Betrieb aufgegeben und 2011 in ein Wohngelände integriert. | BDA-Hist.: Q125606652 Status: Bescheid Stand der BDA-Liste: 2025-06-30 Name: Anlage Brauerei Schwechat (Brauhaus, ehem.Dieselzentrale, Gartenpavillon) GstNr.: 1185/1, .129/16, .129/20 Ehemalige Teile der Brauerei Schwechat (Brauhaus, ehem. Dieselzentrale, Gartenpavillon) |
| ja   | Datei hochladen | Arbeiter- /Angestelltenwohnhaus HERIS-ID: 8673 Objekt-ID: 4630                                                | Dreherstraße 5 Standort KG: Schwechat                                     | Das Arbeiter-/Angestelltenwohnhaus wurde um 1900 für Mitarbeiter der Brauerei Schwechat errichtet. | BDA-Hist.: Q38014624 Status: § 2a Stand der BDA-Liste: 2025-06-30 Name: Arbeiter- /Angestelltenwohnhaus GstNr.: 880/2 |
| ja   | Datei hochladen | Arbeiter-/Angestelltenwohnhaus HERIS-ID: 8674 Objekt-ID: 4631                                                 | Franz Schubert-Straße 4 Standort KG: Schwechat                            | Errichtet 1913 vom österreichischen Architekten Hubert Gessner (1871–1943) und dem Wohnungsfürsorgeverein Gemeinnützige Bau- und Wohnungsgenossenschaft Schwechat und Umgebung, bekannt als „Arbeiterhaus“ | BDA-Hist.: Q38014634 Status: § 2a Stand der BDA-Liste: 2025-06-30 Name: Arbeiter-/Angestelltenwohnhaus GstNr.: .360 |
| ja   | Datei hochladen | Bildstock Pestsäule HERIS-ID: 8690 Objekt-ID: 4647                                                            | bei Ehrenbrunngasse 40 Standort KG: Schwechat                             | Die auch Schweninger-Kreuz genannte Pestsäule wurde 1679 durch den Zwölfaxinger Braumeister Georg Schweninger errichtet. Die Säule trägt die Inschrift: „Dein am Ölberg geschwitztes Bluet, unss in Todesangst kam zu guet, zu einem eigenen Gedächtnis habe ich, Georg Schweninger, Braumeister von Zwölfaxing, dieses Kreuz errichten lassen.“                                                             | BDA-Hist.: Q38014752 Status: § 2a Stand der BDA-Liste: 2025-06-30 Name: Bildstock Pestsäule GstNr.: 833/4 Plague column Himberger Straße, Schwechat |
| ja   | Datei hochladen | Kath. Pfarrkirche hl. Jakob und Pfarrhof HERIS-ID: 8667 Objekt-ID: 4624                                       | Hauptplatz 5 Standort KG: Schwechat                                       | Die Pfarrkirche zum hl. Jakobus des Älteren wurde 1764 in der heutigen Form fertiggestellt, mit Malereien von Martin Johann Schmidt. | BDA-Hist.: Q2082957 Status: § 2a Stand der BDA-Liste: 2025-06-30 Name: Kath. Pfarrkirche hl. Jakob und Pfarrhof GstNr.: .17, .18/1, .18/2 Pfarrkirche Schwechat |
| ja   | Datei hochladen | Bildstock, 1663 Johanes Hofman HERIS-ID: 17190 Objekt-ID: 13464                                               | bei Himberger Straße 72 Obj. 5 (Flugdach) Standort KG: Schwechat          | Bildstock, 1663 von oder für Johanes Hofman errichtet. | BDA-Hist.: Q37835242 Status: Bescheid Stand der BDA-Liste: 2025-06-30 Name: Bildstock, 1663 Johanes Hofman GstNr.: 656/24 |
| ja   | Datei hochladen | Ehem. Hammerbrotwerke HERIS-ID: 8678 Objekt-ID: 4635                                                          | Innerbergerstraße 28 Standort KG: Schwechat                               | Die Großbäckerei nach den Plänen von Hubert Gessner war von 1909 bis 1937 in Betrieb, 2001 und 2024 gab es jeweils Großbrände. | BDA-Hist.: Q1285078 Status: Bescheid Stand der BDA-Liste: 2025-06-30 Name: Ehem. Hammerbrotwerke GstNr.: .178/1 Hammerbrotwerke Schwechat |
| ja   | Datei hochladen | Fundzone Mittlere Felder Süd HERIS-ID: 11226 Objekt-ID: 7306                                                  | Mittlere Felder Standort KG: Schwechat                                    | Bei Grabungsarbeiten zur Wiener Außenring Schnellstraße wurde dieses Gebiet mit Überresten der Awaren entdeckt. | BDA-Hist.: Q38092760 Status: Bescheid Stand der BDA-Liste: 2025-06-30 Name: Fundzone Mittlere Felder Süd GstNr.: 457/3, 457/4, 456/1, 456/2, 464/1, 457/2, 459/1, 449/1, 449/2, 457/1, 452, 464/2, 453                                                                          |
| ja   | Datei hochladen | Gutshof/Meierhof, ehem. Wirtschaftsbauten, heute Veranstaltungszentrum HERIS-ID: 8676 Objekt-ID: 4633         | Neukettenhofer Straße 2 - 8 Standort KG: Schwechat                        | 1866 von Unternehmer Franz Felmayer durch den Kauf der Kettenhofer Zitz- und Kattunfabrik in Felmayergarten umbenannt. Heute ein Erholungspark, gestaltet durch die Wiener Landschaftsplanerin Cordula Loidl-Reisch, im Eigentum der Stadtgemeinde Schwechat mit einem Gastronomiebetrieb und einem Gradierwerk.                                                                                             | BDA-Hist.: Q38014644 Status: § 2a Stand der BDA-Liste: 2025-06-30 Name: Gutshof/Meierhof, ehem. Wirtschaftsbauten, heute Veranstaltungszentrum GstNr.: .235, 776/1 Ehemaliger Gutshof im Felmayergarten                                                                         |
| ja   | Datei hochladen | Figurenbildstock hl. Johannes Nepomuk HERIS-ID: 8698 Objekt-ID: 4655                                          | Rathausplatz 1, nordwestlich, an der Uferpromenade Standort KG: Schwechat | Am Ufer der Schwechat errichtet Mitte des 18. Jahrhunderts. | BDA-Hist.: Q38014983 Status: § 2a Stand der BDA-Liste: 2025-06-30 Name: Figurenbildstock hl. Johannes Nepomuk GstNr.: 761/3 |
| ja   | Datei hochladen | Ehem. Schloss Thurnmühle HERIS-ID: 8682 Objekt-ID: 4639                                                       | Schloßmühlstraße 1 Standort KG: Schwechat                                 | Erstmals als Veste Parz genannt war am Gelände eine Mahlmühle vorhanden. 1689 von Reichsgraf Karl Maximilian Thurn-Valsassina renoviert erhielt das Gebäude seinen heutigen Namen. 1725 wurde die Anlage an die Orientalische Kompanie verkauft. | BDA-Hist.: Q2430142 Status: Bescheid Stand der BDA-Liste: 2025-06-30 Name: Ehem. Schloss Thurnmühle GstNr.: .286/1 Thurnmühle |
| ja   | Datei hochladen | Schloß Kettenhof, Bezirksgericht, Bundesjustizschule HERIS-ID: 8681 Objekt-ID: 4638                           | Schloßstraße 7 Standort KG: Schwechat                                     | Im 13. Jahrhundert als kleinere Anlage errichtet, erhielt das Gebäude durch Anton Dreher junior 1902 sein heutiges Aussehen. Im Eigentum der Bundesimmobiliengesellschaft stehend dient es heute als Bezirksgericht und Justizschule. | BDA-Hist.: Q2240026 Status: § 2a Stand der BDA-Liste: 2025-06-30 Name: Schloß Kettenhof, Bezirksgericht, Bundesjustizschule GstNr.: 1056 Schloss Altkettenhof |
| ja   | Datei hochladen | Figurenbildstock hl. Johannes Nepomuk HERIS-ID: 8693 Objekt-ID: 4650                                          | bei Schwarzmühlstraße 6, an der Schwechatbrücke Standort KG: Schwechat    | Der Figurenbildstock des hl. Johannes Nepomuk steht an der Brücke über den Mitterbach. | BDA-Hist.: Q38014856 Status: Bescheid Stand der BDA-Liste: 2025-06-30 Name: Figurenbildstock hl. Johannes Nepomuk GstNr.: 769/3 |
| ja   | Datei hochladen | Wohnhaus Brendanihof HERIS-ID: 8683 Objekt-ID: 4640                                                           | Sendnergasse 6 Standort KG: Schwechat                                     | Benannt nach dem ehemaligen Eigentümer Jakob Brendan (1695–1718), erste Erwähnung 1277 in einem Schriftstück des Deutschen Ritterordens, 1725 von der Orientalischen Kompanie gekauft. | BDA-Hist.: Q38014670 Status: § 2a Stand der BDA-Liste: 2025-06-30 Name: Wohnhaus Brendanihof GstNr.: .35/1 |
| ja   | Datei hochladen | Werkstätten- und Wagenhalle des Bahnhofs Groß Schwechat HERIS-ID: 8684 Objekt-ID: 4641                        | Sendnergasse 26 Standort KG: Schwechat                                    | Die Werkstätten- und Wagenhalle des Bahnhofs Schwechat (ehemals Groß Schwechat) beherbergt heute das Eisenbahnmuseum Schwechat. | BDA-Hist.: Q125593863 Status: Bescheid Stand der BDA-Liste: 2025-06-30 Name: Werkstätten- und Wagenhalle des Bahnhofs Groß Schwechat GstNr.: .345, .351 Wagenhallen Bahnhof Groß-Schwechat                                                                                      |
| ja   | Datei hochladen | Bildstock, hl. Jakobus HERIS-ID: 8694 Objekt-ID: 4651                                                         | bei Tyroliaplatz 1 Standort KG: Schwechat                                 | Der Bildstock vor der Thurnmühle stellt Jakobus der Ältere dar und wurde 1767 errichtet. | BDA-Hist.: Q38014891 Status: Bescheid Stand der BDA-Liste: 2025-06-30 Name: Bildstock, hl. Jakobus GstNr.: .286/1 |
| ja   | Datei hochladen | Bildstock HERIS-ID: 8697 Objekt-ID: 4654                                                                      | Wiener Straße 4 Standort KG: Schwechat                                    | Errichtet 1669 und 1977 an die heutige Stelle versetzt. Die links befindliche 300 Jahre alte Rosskastanie wurde nach einer im Juli durchgeführten Impulstomographie im August 2011 gefällt. | BDA-Hist.: Q38014974 Status: § 2a Stand der BDA-Liste: 2025-06-30 Name: Bildstock GstNr.: .46/4 Wayside shrine Wiener Straße, Schwechat |
| ja   | Datei hochladen | Ehem. Kapuzinerkirche hl. Dreifaltigkeit HERIS-ID: 8666 Objekt-ID: 4623                                       | Wiener Straße 18 Standort KG: Schwechat                                   | Die Filialkirche der katholischen Pfarrkirche hl. Jakob wurde 1697 errichtet. | BDA-Hist.: Q1257722 Status: § 2a Stand der BDA-Liste: 2025-06-30 Name: Ehem. Kapuzinerkirche hl. Dreifaltigkeit GstNr.: .74 Dreifaltigkeitskirche (Schwechat) |
| ja   | Datei hochladen | Wohnhaus, Gasthaus, Zum Goldenen Kreuz HERIS-ID: 8686 Objekt-ID: 4643                                         | Wiener Straße 39 Standort KG: Schwechat                                   | Errichtet in der zweiten Hälfte des 18. Jahrhunderts. | BDA-Hist.: Q38014687 Status: Bescheid Stand der BDA-Liste: 2025-06-30 Name: Wohnhaus, Gasthaus, Zum Goldenen Kreuz GstNr.: .112/2 Gasthaus zum Goldenen Kreuz, Schwechat |
| ja   | Datei hochladen | Figurenbildstock hl. Josef HERIS-ID: 8695 Objekt-ID: 4652                                                     | Zeitlhofergasse 15 Standort KG: Schwechat                                 | Der Figurenbildstock Josef von Nazaret steht im Hof des Seniorenzentrums. | BDA-Hist.: Q38014928 Status: § 2a Stand der BDA-Liste: 2025-06-30 Name: Figurenbildstock hl. Josef GstNr.: .951 |
| ja   | Datei hochladen | Langobardisches Gräberfeld HERIS-ID: 11224 Objekt-ID: 7304                                                    | Enfieldgasse 2 Standort KG: Schwechat                                     | Das Gräberfeld am Frauenfeld wurde 2010 bei vorbereitenden Aushubarbeiten für eine Wohnhausanlage entdeckt. Die insgesamt 124 Gräber stammen vermutlich aus zwei Zeitperioden, das früheste wird dem 1. Jahrhundert n. Chr. zugeschrieben. Die Gräber der Langobarden stammen vermutlich aus dem 5. Jahrhundert n. Chr.                                                                                      | BDA-Hist.: Q38092740 Status: § 2a Stand der BDA-Liste: 2025-06-30 Name: Langobardisches Gräberfeld GstNr.: 73/1, 73/2, 73/5, 73/8, 80/3 |
| ja   | Datei hochladen | Ereignisdenkmal Kugelkreuz HERIS-ID: 13430 Objekt-ID: 9616                                                    | Standort KG: Schwechat                                                    | Ein auf vier Türkenkugeln ruhender Obelisk, welcher die Stelle markiert, wo sich 1683 Johann III. Sobieski und Leopold I. anlässlich des Endes der Zweiten Wiener Türkenbelagerung trafen. | BDA-Hist.: Q55691103 Status: § 2a Stand der BDA-Liste: 2025-06-30 Name: Ereignisdenkmal Kugelkreuz GstNr.: 200/3 Kugelkreuz (Schwechat) |